# Criptas de Lieberkühn

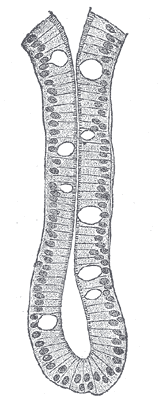
Esquematização de uma cripta, com células caliciformes (brancas arrendondadas), células de Paneth no fundo e células enteroendócrinas espalhadas.

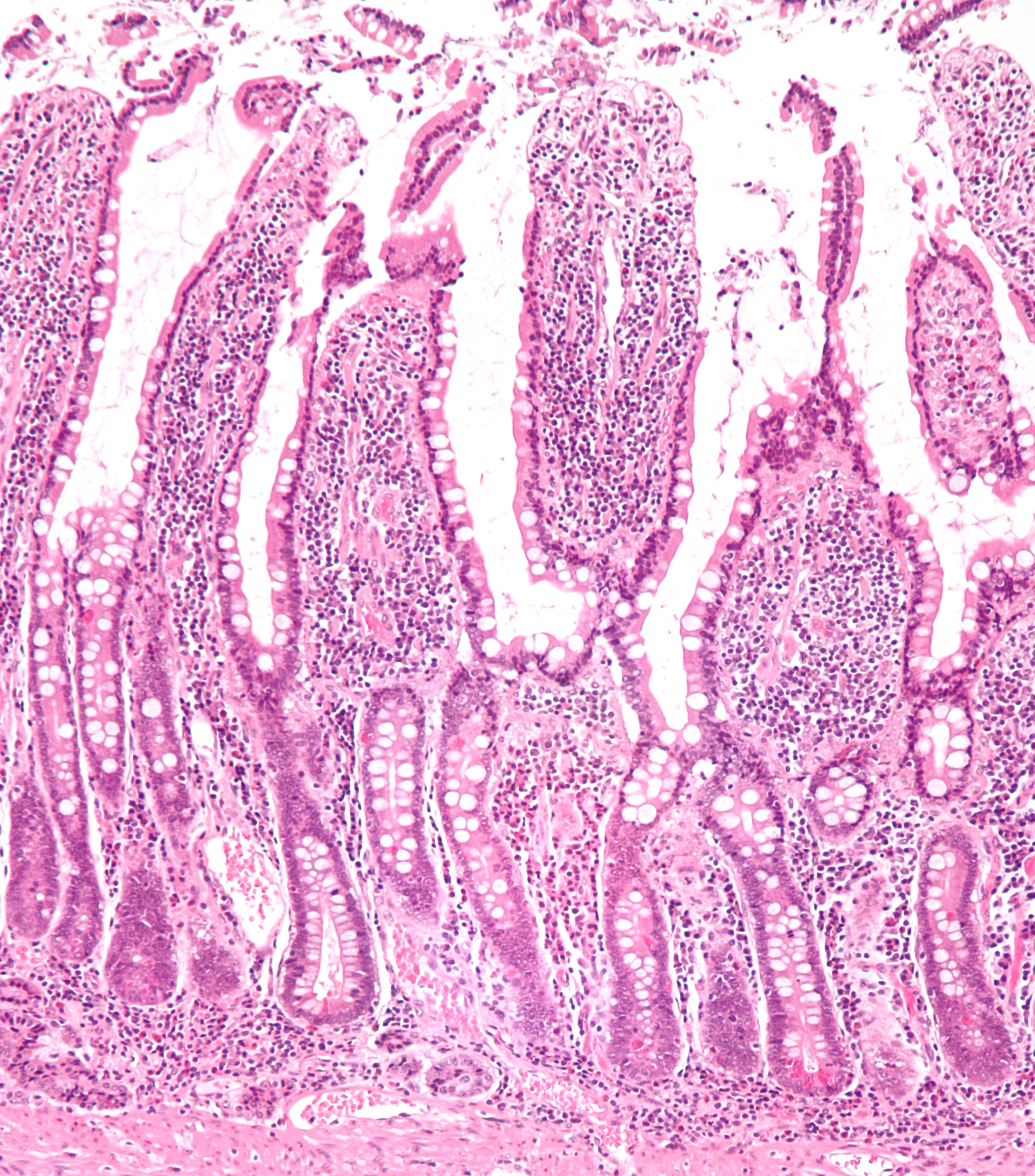
Vilosidades e criptas tingidas com H-E.

Criptas de Lieberkühn ou criptas intestinais são glândulas tubulares simples encontradas entre as vilosidades da parede do intestino delgado e intestino grosso (colon). Secretam diversas enzimas, como sucrase e maltase, e possuem células especializadas na produção de hormônios e enzimas de defesa.
Possuem epitélio simples colunar e fazem parte da camada mucosa do intestino. 

## Células
Possuem três tipos de células principais:
- Célula enteroendócrina: Produz hormônios que controlam a atividade e regulam o PH do intestino como secretina, motilina,colecistoquinina e peptídio inibidor gástrico;
- Célula de Paneth: Produz substâncias que matam bactérias e fungos como lisozimas e defensinas alfa. Cerca de 20 por cripta;
- Célula caliciforme: Secretam muco lubrificante com mucina.

## Patologias
As criptas podem ser lesionadas em:
- Doenças inflamatórias do intestino (por exemplo, colite ulcerativa, doença de Crohn);
- Colite infecciosa persistentes e;
- Colite isquêmica.